# 晋山式

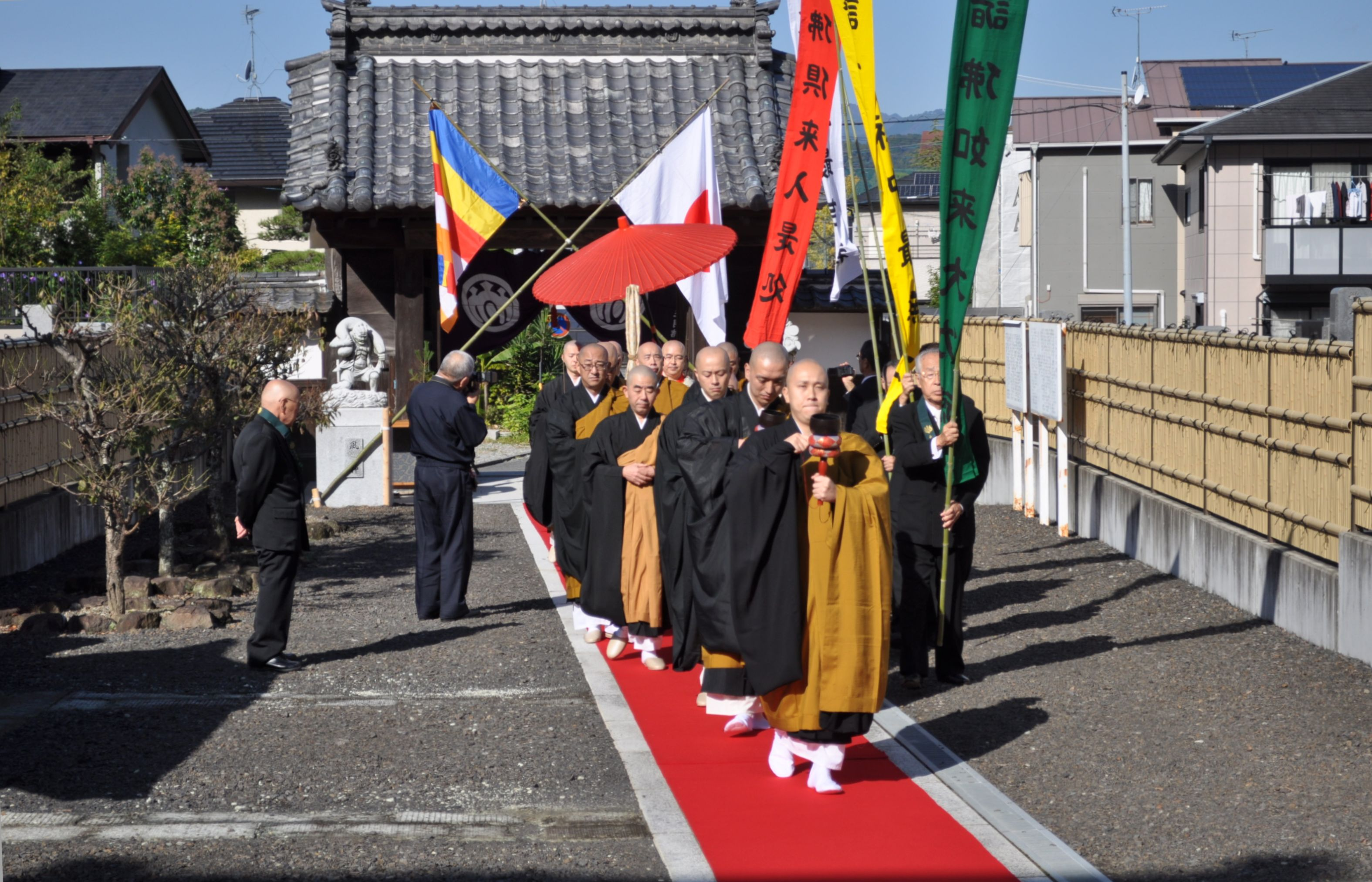
曹洞宗の晋山式(2016年11月13日撮影)

晋山式（しんさんしき、しんざんしき）とは、寺院に新たに住職任命（新命）を受けた僧侶が、住職として入寺（晋山）する儀式のことである。

## 概要
晋は「進む」、山は「寺」を指す。新たな住持人（住持または住職に同じ）として、寺に入ること。なお、浄土宗では「しんざんしき」、曹洞宗では「しんさんしき」と読む。
全ての宗派が晋山式を行うとは限らず、宗派によって異なる（次節参照）。
また、住職の退任式は「退董式」と言う。

### 各宗派の状況
- 浄土真宗 － 山号を用いないため「住職継承」という
- 日蓮正宗 － 本山格である本門寺 (三豊市)、下条妙蓮寺、定善寺のみ晋山式の用語を使用するが、それ以外の寺院では「入院式」という

## 関連文献
- 曹洞宗務局編『曹洞宗務局普達全書』「甲事十四号 能本山貫首晋山式礼ノ事」（曹洞宗務局文書課、明治34年、国立国会図書館蔵書、2016年9月1日閲覧）
- 六大新報社『六大新報』「晋山式次第」（六大新報社、1960年7月）
- 曹洞興禅会編『晋山結制法要便覧』（青山社、2002年）
- 禅学大辞典編纂所編『新版 禅学大辞典』（p.611、大修館書店、2003年）
- 下泉全暁著『真言宗晋山式次第』（青山社、2010年）